# 布萊克斯 (伊利諾伊州拉薩爾縣)
布萊克斯（英語：Blakes）是位於美國伊利諾伊州拉薩爾縣的一個非建制地區。該地的面積和人口皆未知。

## 地理
布萊克斯的座標為41°27′31″N 88°45′10″W / 41.45861°N 88.75278°W，而該地的平均海拔高度為186米（即610英尺）。